# David Lowe
David Lowe (n. 28 februarie 1960, Bulawayo, Rhodesia de Sud) este un înotător britanic, medaliat cu argint la Jocurile Commonwealth-ului, medaliat cu bronz la Jocurile Olimpice de vară din anul 1980 de la Moscova, participant la două ediții ale Jocurilor Olimpice.

## Carieră
La Olimpiada de la Moscova, a participat la proba de 100 metri stil fluture și la ștafeta combinată 4x100 metri. În primul stil, Lowe nu a reușit saî ajunga în finală. La ștafeta combinată selecționata britanică (Gary Abraham, David Lowe, Martin Smith, Duncan Goodhue) a câștigat medalia de bronz (3:47,71 secunde), fiind întrecuți de selecționata Australiei (3:45,70 secunde) și URSS (3:45,92 secunde).
La următoarea Olimpiadă de la Los Angeles, Lowe a reprezentat țara  la proba de 100 metri și la ștafetele 4x100 metri stil liber și combinat. la prima disciplină Lowe a ocupat locul 11. La prima ștafetă echipa din Marea Britanie a ocupat locul 5, iar la a doua locul 6.